# Salagou
Le Salagou est une rivière du département de l'Hérault, dans la région Occitanie, et un affluent droit de la Lergue, donc un sous-affluent du fleuve l’Hérault.

## Géographie
De 20,8 km de longueur, le Salagou prend naissance au sud-est du col de la Merquière, à 356 m d'altitude, sur la commune de Brenas.
Le Salagou coule globalement de l'ouest vers l'est.
Le Salagou conflue en rive droite de la Lergue, à 68 m d'altitude, sur la commune du Bosc.

### Communes et cantons traversés
Dans le seul département de l'Hérault, le Salagou traverse les huit communes suivantes, de l'amont vers l'aval,  Brenas (source), Mérifons, Octon, Salasc, Celles (Hérault), Clermont-l'Hérault, Lacoste (Hérault), Le Bosc (Hérault) (confluence).
Soit en termes de cantons, le Salagou prend source dans le canton de Clermont-l'Hérault et conflue dans le canton de Lodève, dans les arrondissements de Béziers et de Lodève.

### Bassin versant
Le Salagou traverse deux zones hydrographiques dont celle du « Salagou » (Y223) pour une superficie de 80 km2.

### Organisme gestionnaire
L'organisme gestionnaire est l'EPTB SMBFH ou Syndicat mixte du bassin du fleuve Hérault, créé en 2009 et sis à Clermont-l'Hérault.

## Affluents
Le Salagou a dix-neuf affluents référencés :
- le Lignous (rg) 6,4 km
- la Marette (rg), 8,3 km avec deux affluents :
  - le ruisseau des Courtinals 2 km
  - le ruisseau de Levère 2 km
- le Révérignès (rg), 4,7 km avec un affluent :
  - le ruisseau de Ricazouls 2 km
- le ruisseau de Creissels (rd) 5,4 km qui traverse Clermont l'Hérault, avec un affluent :
  - le ruisseau de l'Ariole 2 km
- le ruisseau du Lavadou 4 km
- le ruisseau du Mas Crémat 3 km
- le ruisseau du Jonquier 3 km
- le Rieufrech (rd), 3 km
- le ruisseau du Rieupeyre 3 km
- le ruisseau de la Frille (rd), 3 km
- le ruisseau des Grottes 3 km
- le ruisseau de Las-Moles (rd), 2 km
- le ruisseau de Planès (rg), 2 km avec un affluent :
  - le ru de la Tour d'Olivier 2 km
- le ruisseau de la Baume 2 km
- le ruisseau de la Combe de l'Agast (rg), 2 km
- le ruisseau des Clauzes (rg), 2 km sur la seule commune de Brenas avec un affluent :
  - le ruisseau des Colombiers 1 km sur la seule commune de Brenas.
- le ruisseau de l'Estagnas 2 km
- le ruisseau du Lirou (rg), 2 km
- le Ronel (rg), 2 km sur la commune de Celles, et à la limite de le Puech, qui se jette dans le lac du Salagou.

### Rang de Strahler
Donc son rang de Strahler est de trois.

## Aménagements et écologie
Le Salagou est une rivière de la vallée de l'Hérault où un lac artificiel (Lac du Salagou) est formé depuis la construction d'un barrage dans les années 1960. Pradines était un hameau abandonné de Clermont-l'Hérault sur les bords du lac, jamais enseveli mais démoli en 1986 car ses ruines devenaient dangereuses. Le lac est caractérisé par ses roches et ses paysages de couleur rouge et sa presqu'île.